# Météorisation (médecine)
 (février 2023).
Améliorez-le ou discutez des points à vérifier. 
Pour les articles homonymes, voir Météorisation.
En médecine, la météorisation est le gonflement de l'abdomen par accumulation anormale de gaz. C'est un problème courant en médecine vétérinaire rurale. Certaines plantes sont réputées météorisantes (légumineuses, trèfle blanc par exemple).

## Chez les bovins
La météorisation gazeuse (différente du météorisme) est le gonflement de l'abdomen par accumulation anormale de gaz de fermentation des aliments dans la panse des ruminants, bovins notamment. La météorisation spumeuse, affection plus fréquente, se produit lorsque les gaz éructés, principalement du méthane, sont emprisonnés sous forme de petites bulles dans une  mousse stabilisée par des composés émulsifiants (polysaccharides et protéines solubles) de la ration alimentaire.
Les causes en sont multiples, provenant souvent d'un arrêt de la rumination pour diverses causes : frayeur ; obstacle physique (obstruction de l'œsophage par un corps étranger) ; ration alimentaire inadaptée, avec l'ingestion de certaines plantes riches en tanins. Une ration de tanins adaptée (dose modérée) élimine jusqu'à 50 % des bactéries méthanogènes. Une ration riche en tanins condensés (de l'ordre de 5 % de matière sèche, comme chez de certaines légumineuses telles que le lotier, le sainfoin) est  associée à une prévention des risques de météorisation spumeuse (les tanins condensés se complexent aux composés émulsifiants, ce qui déstabilise la mousse). Une ration trop riche (plus de 5 % du poids sec du végétal) fait que les tanins bloquent la digestion en se liant aux enzyme digestives, et ceux libres sont absorbés au niveau de l'intestin, intoxiquant les animaux.
Elle peut entraîner la mort rapide de l'animal par asphyxie, car le gonflement de l'appareil digestif comprime les poumons. L’intervention d'urgence consiste à évacuer les gaz par trocardage, c'est-à-dire par la mise en place d'un trocart, canule posée par le vétérinaire traversant la paroi abdominale. On peut aussi sauver l'animal par un sondage bucco-œsophagien pour évacuer le gaz s'il y a obstruction de l'œsophage. Beaucoup de bergers pratiquaient le trocardage de leurs moutons eux-mêmes, et pour cela avaient toujours sur eux un long et fin poignard appelé trocart.